# كارفاين (باد كاليه)
كارفاين، باد كاليه (بالفرنسية: Carvin)‏ هي بلدية تقع في إقليم باد كاليه من منطقة نور با دو كاليه في شمال فرنسا. تبلغ مساحة هذه المدينة 21.03 (كم²)، وترتفع عن سطح البحر 28 م، يبلغ عدد سكانها 17891 نسمة حسب إحصاء المعهد الوطني للإحصاء والدراسات الاقتصادية سنة 2009 م. وترأس Philippe Kemel البلدية خلال فترة (2008-2014).

## أعلام
- مايك والتر